# QV Andromedae
Désignations
QV Andromedae (en abrégé QV And) ou HR 369 est une étoile variable de type Alpha2 Canum Venaticorum de la constellation d'Andromède. Sa magnitude apparente est d'environ 6,6, ce qui signifie qu'elle est visible à l'œil nu dans des conditions très favorables, et elle varie légèrement en suivant un cycle périodique d'environ 5,23 jours.

## Propriétés
QV Andromedae est classée comme une géante bleue de type spectral B9IIIpSi, avec la notation « pSi » qui indique que l'étoile présente une composition chimiquement particulière avec des raies de silicium plus fortes que d'habitude. Ce type d'étoile est connu sous le nom d'étoile Ap, avec les particularités chimiques causées par de forts champs magnétiques et une rotation lente conduisant à une stratification chimique dans leur atmosphère.
QV Andromedae tourne sur elle-même à une vitesse de rotation projetée de 49 km/s, avec une variation de luminosité allant jusqu'à 0,05 en magnitude au cours d'un cycle de rotation. Cela conduit à la classification de l'étoile comme une variable de type Alpha2 Canum Venaticorum. Sa variabilité a été identifiée pour la première fois en 1975 et a été confirmée par la photométrie d'Hipparcos. Elle a reçu la désignation d'étoile variable QV Andromedae dans la 73e liste de noms d'étoiles variables parue en 1997.